# Rial iemenita
El rial iemenita (àrab: ريال يمني, riyāl yamanī, o, simplement, ريال, riyāl, pl. ريالات, riyālāt) és la moneda del Iemen. El codi ISO 4217 és YER i s'acostuma a abreujar Rl, o YRl per diferenciar-lo d'altres tipus de rials. Tradicionalment s'ha subdividit en 100 fils (en àrab فلس, fils, pl. فلوس, fulūs), tot i que, d'ençà de la unificació iemenita, ja no s'ha encunyat moneda fraccionària.
Arran de la unió entre el nord (la República Àrab del Iemen) i el sud (la República Democràtica Popular del Iemen) el 1990, tant el rial del Iemen del Nord com el dinar del Iemen del Sud van continuar tenint valor legal durant un període de transició. El 1991, però, el dinar fou retirat de la circulació, al canvi de 26 dinars per rial; el nou rial iemenita tenia un canvi paritari amb l'antic del Iemen del Nord. El 1993 es van encunyar les primeres monedes de la República del Iemen.
Emès pel Banc Central del Iemen (en àrab البنك المركزي اليمني, al-Bank al-Markazī al-Yamanī), en circulen monedes d'1, 5, 10 i 20 rials, i bitllets de 50, 100, 200, 500 i 1.000 rials (els de 20 rials foren substituïts per la moneda el 2004).

## Taxes de canvi
- 1 EUR = 249,811 YER (5 de juliol del 2006)
- 1 USD = 195,700 YER (5 de juliol del 2006)